# Cristatella mucedo
Cristatella mucedo är en mossdjursart som beskrevs av Cuvier 1798. Cristatella mucedo ingår i släktet Cristatella, och familjen Cristatellidae. Arten är reproducerande i Sverige. Inga underarter finns listade i Catalogue of Life.